# Кашпо
Кашпо́ (от фр. cache-pot, букв. «спрячь-горшок») — декоративный сосуд без отверстий в нижней части, внутрь которого ставится горшок с растением.
Кашпо для помещений чаще всего изготавливают из пластмассы, дерева, металла, лозы или керамики — терракоты, майолики. Для улицы или холодных помещений используют морозоустойчивые материалы — фаянс или шамот.
У кашпо нет традиционных для обычных цветочных горшков дренажных отверстий, поэтому непосредственно в него растения практически не высаживают, используя лишь в декоративных целях — красотой отделки некоторые кашпо не уступают вазам. А если высаживают, то особое внимание следует уделять правильному составлению дренажной части.